# استفان اسپیروفسکی
استفان اسپیروفسکی (مقدونی: Стефан Спировски؛ زادهٔ ۲۳ اوت ۱۹۹۰) بازیکن فوتبال اهل مقدونیه شمالی است.
از باشگاه‌هایی که در آن بازی کرده‌است می‌توان به باشگاه فوتبال واردار و باشگاه فوتبال رابوتنیچکی اشاره کرد.
وی همچنین در تیم‌های ملی فوتبال زیر ۲۱ سال مقدونیه شمالی و مقدونیه شمالی بازی کرده‌است.